# Carl August Wilhelm Berends

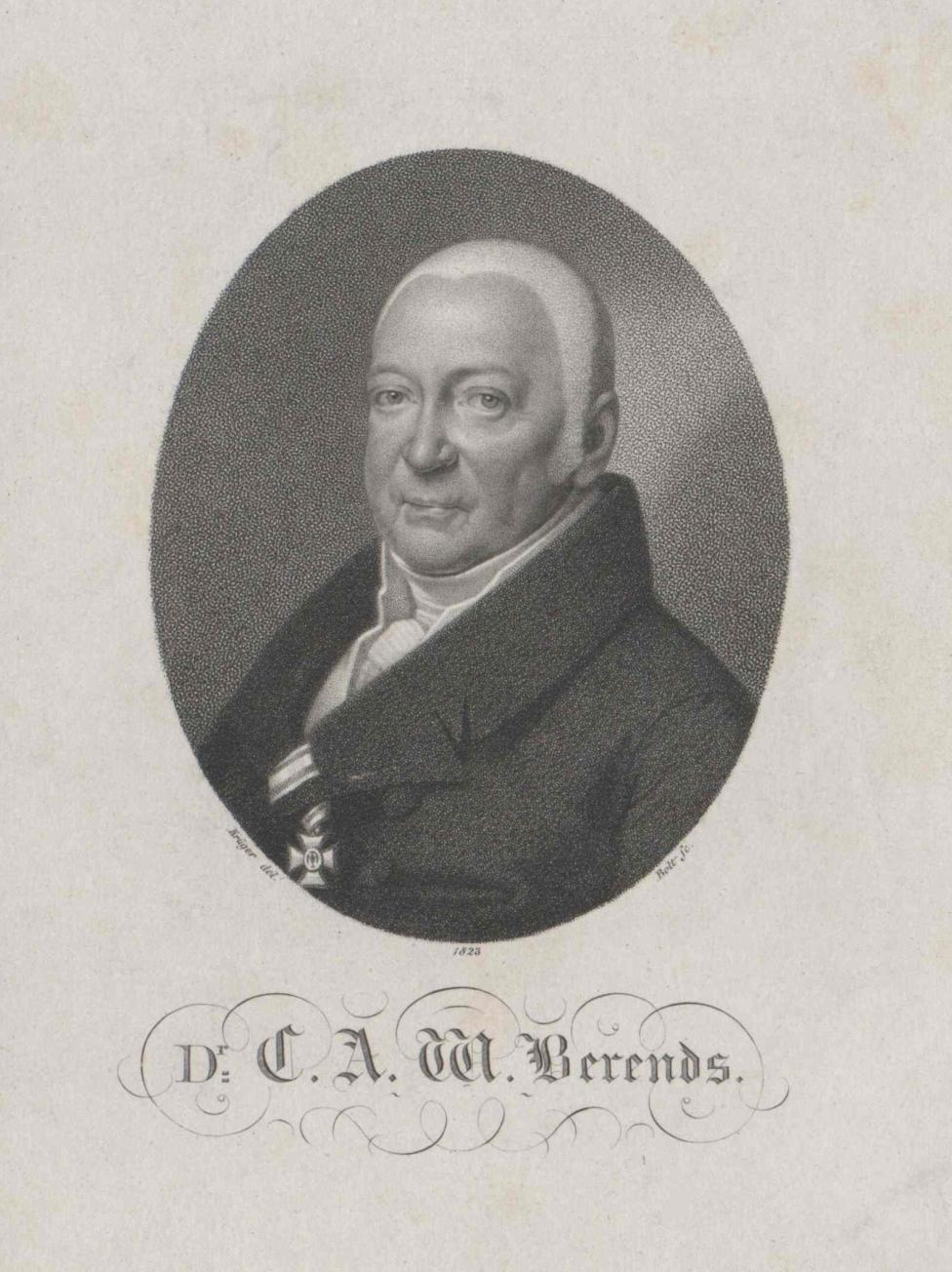
Dr. C. A. W. Berends, Stich von Friedrich Bolt (1823)

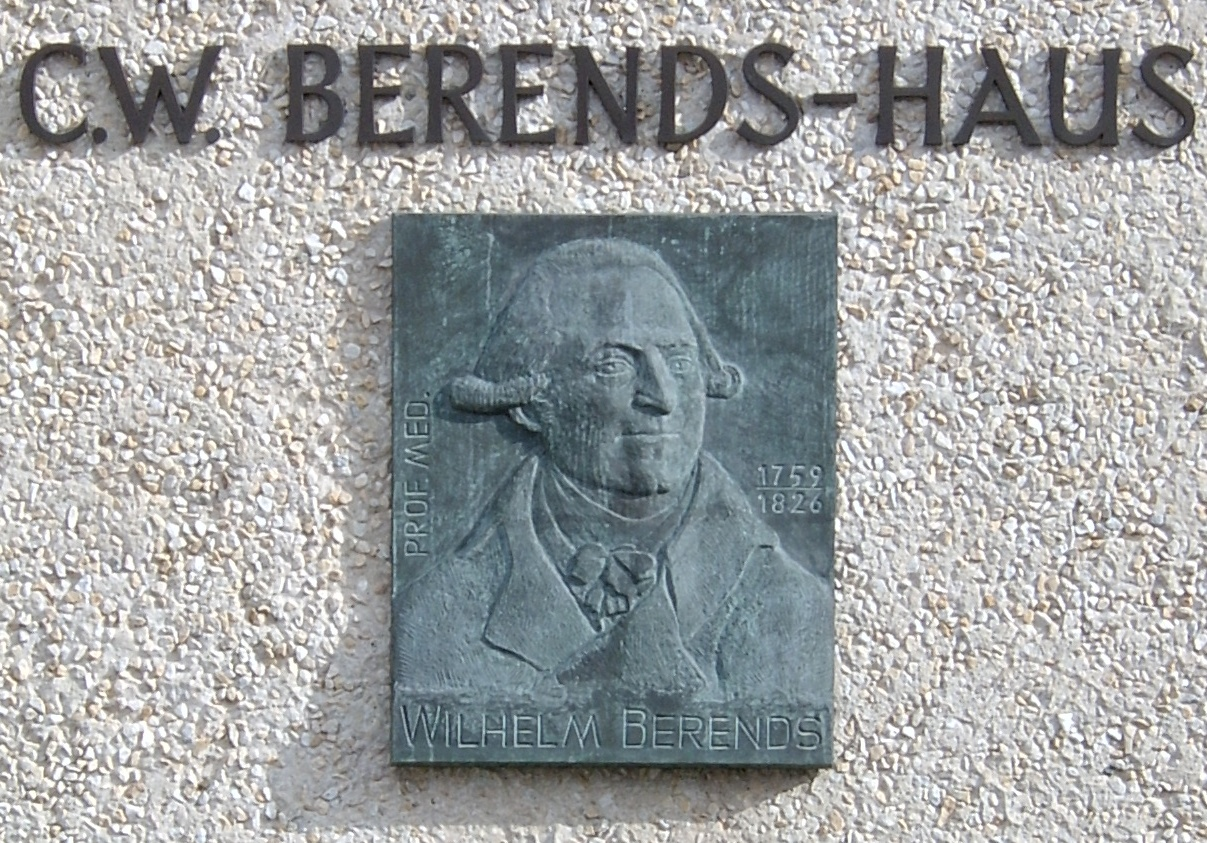
Gedenktafel in Frankfurt (Oder)

Carl August Wilhelm Berends (* 19. April 1759 in Anklam; † 1. Dezember 1826 in Berlin) war ein deutscher Mediziner. Er war ab 1815 Leiter der Berliner Charité.

## Leben
Berends studierte an der Brandenburgischen Universität Frankfurt und der Universität Wien. Er wurde in Medizin und kurz darauf in Philosophie promoviert. Er übernahm 1786 das Amt des Physikus im Kreis Lebus. Zwei Jahre später kehrte er als ordentlicher Professor an die Universität Frankfurt zurück. In diese Zeit fällt die Kritik von Berends am Frankfurter Thielschen Krankenhaus, das er wegen seiner nur acht Betten als zu klein beanstandete. Ein größeres wurde jedoch erst viel später um 1835 errichtet. 1789 veröffentlichte er sein Werk Über den Unterricht junger Ärzte vor dem Krankenbett, basierend auf seinen Erfahrungen in dem genannten Krankenhaus. Am 6. Februar 1793 wurde er als Mitglied in die Deutsche Akademie der Naturforscher Leopoldina aufgenommen. Sein akademischer Beiname lautete Polydorus I.
Nachdem die Universität in Frankfurt nach dem Frieden von Tilsit geschlossen worden war, ging er als Rektor an die neue Schlesische Friedrich-Wilhelms-Universität Breslau. 1815 ernannte ihn Friedrich Wilhelm III. (Preußen) zum Leiter der Charité. 1818/19 war Berends auch in Karlsbad Goethes Arzt. In Berlin verstarb er 1826 und wurde am 5. Dezember auf dem Friedhof der Dorotheenstädtischen Gemeinde beigesetzt. Nach seinem Tod erschien unter Berends' Namen das neunbändige Werk Handbuch Innere Krankheiten. Die Veröffentlichung widersprach seinem testamentarischen Willen, in dem er verfügt hatte, dass alle seine schriftlichen Aufzeichnungen zu vernichten seien. Die ersten beiden Bände wurden bereits 1827 von seinem Schüler Karl Sundelin herausgegeben.

## Schriften
- Über den Unterricht junger Ärzte am Krankenbett. 1789
- Über die Unsicherheit der Kennzeichen des Todes, in Hinsicht auf den bei verstorbenen Schwangeren zu unternehmenenden Kaiserschnitt.
- Handbuch Innere Krankheiten.